# Ben O'Keeffe
Ben O'Keeffe, né le 3 janvier 1989, est un arbitre professionnel néo-zélandais de rugby à XV. Il est arbitre au niveau national, en super rugby et en test match.

## Début de carrière
O'Keeffe devient arbitre professionnel de la New Zealand Rugby Union (NZRU) en 2013 après avoir commencé à arbitrer en 2008 à l'âge de 19 ans. Le 31 août 2013, il fait ses débuts nationaux lors du match de la Coupe ITM 2013 entre Auckland et Bay of Plenty. En 2014, il commence à jouer au niveau Super Rugby en tant qu'arbitre assistant, avant d'être sélectionné par World Rugby pour le Championnat du monde junior IRB 2014. Il fait quatre apparitions en tant qu'officiel principal, dont la finale entre l'Angleterre et l'Afrique du Sud. Il continue à arbitrer au niveau national cette année-là, avant d'être sélectionné pour la saison 2015 de Super Rugby le 27 janvier 2015. Il fait ses débuts lors de la deuxième ronde du tournoi, prenant en charge le choc entre les Highlanders et les Crusaders le 21 février, à la suite d'un appel tardif de l'arbitre blessé Chris Pollock.

## Carrière internationale
Le 18 juillet 2015, il fait ses débuts internationaux en tant qu'arbitre assistant en officiant lors du premier match de la Coupe des nations du Pacifique 2015, Fidji contre Tonga. Le 24 octobre 2015, il officie lors de la finale de la Coupe ITM 2015 entre Canterbury et Auckland.
En 2016, O'Keeffe fait ses débuts au Tournoi des Six Nations le 7 février en tant qu'arbitre assistant dans le match Irlande-Pays de Galles puis Italie-Angleterre le week-end suivant. Il est également l'un des arbitres qui officient lors de la finale du Super Rugby 2016 entre Hurricanes et Lions.
Le 11 juin 2016, O'Keeffe prend en charge le match opposant Samoa à la Géorgie. La semaine suivante, il dirige sa première nation du groupe 1 et arbitre le premier test de l’Écosse contre le Japon le 18 juin. Il est nommé pour son premier match de Rugby Championship en août 2016, arbitre assistant lorsque l'Afrique du Sud accueille l'Argentine.
Le 19 novembre 2016, il arbitre son premier match de niveau 1 contre 1, prenant en charge la victoire serrée de l'Écosse sur l'Argentine à Édimbourg.
En 2019, il est sélectionné pour arbitrer des matchs de la Coupe du monde au Japon.
En 2023, il est sélectionné pour arbitrer des matchs de la Coupe du monde en France. Il subit une vague de harcèlement et de menaces après le quart de finale entre la France et l'Afrique du Sud.

## Vie privée
O'Keeffe grandit à Blenheim, en Nouvelle-Zélande, et fréquente le Marlborough Boys College. Il prépare un certificat en médecine et chirurgie à l'université d'Otago, il obtient son diplôme en 2012.
Il pratique actuellement l'ophtalmologie et est le cofondateur de l'entreprise sociale Odocs Eye Care qui vise à créer une technologie médicale pour prévenir la cécité. Ben O’Keeffe a vécu six mois en France et parle parfaitement français.
Son frère Michael O'Keeffe représente l'équipe de Nouvelle-Zélande de football aux Jeux olympiques de Londres en 2012.